# Zbrojníky
Zbrojníky – wieś (obec) na Słowacji położona w kraju nitrzańskim, w powiecie Levice. Pierwsze wzmianki o miejscowości pochodzą z roku 1303. 
Według danych z dnia 31 grudnia 2012, wieś zamieszkiwało 496 osób, w tym 256 kobiet i 240 mężczyzn.
W 2001 roku pod względem narodowości i przynależności etnicznej 67,7% mieszkańców stanowili Słowacy, a 32,1% Węgrzy.
Ze względu na wyznawaną religię struktura mieszkańców kształtowała się w 2001 roku następująco:
- Katolicy rzymscy – 54,47%
- Ewangelicy – 25,49%
- Ateiści – 3,5%
- Nie podano – 0,19%